# 23323 Anand
23323 Anand là một tiểu hành tinh vành đai chính với chu kỳ quỹ đạo là 1942.3821472 ngày (5.32 năm).
Nó được phát hiện ngày 20 tháng 1 năm 2001.